# یواس‌اس ال‌اس‌تی-۹۸۴
یواس‌اس ال‌اس‌تی-۹۸۴ (به انگلیسی: USS LST-984) یک کشتی بود که طول آن ۳۲۸ فوت (۱۰۰ متر) بود. این کشتی در سال ۱۹۴۴ ساخته شد.